# Manfred Mai (Schriftsteller)

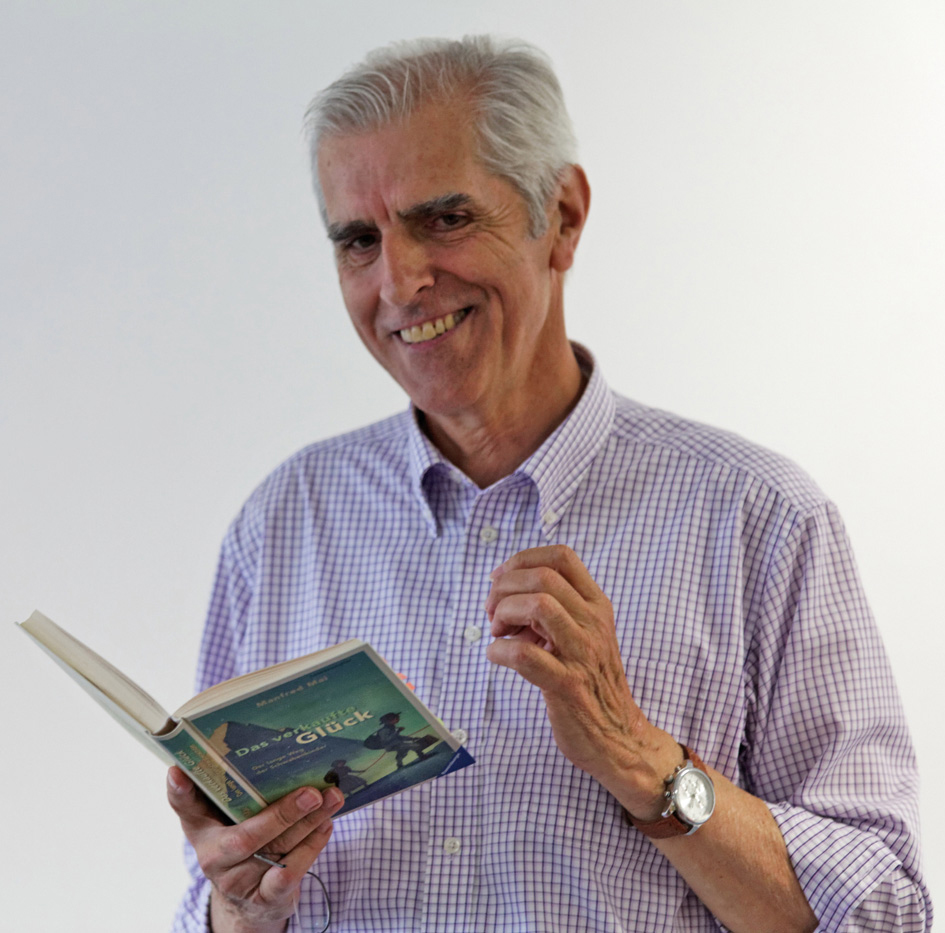
Manfred Mai (2014)

Manfred Mai (* 15. Mai 1949 in Winterlingen) ist ein deutscher Schriftsteller.

## Leben

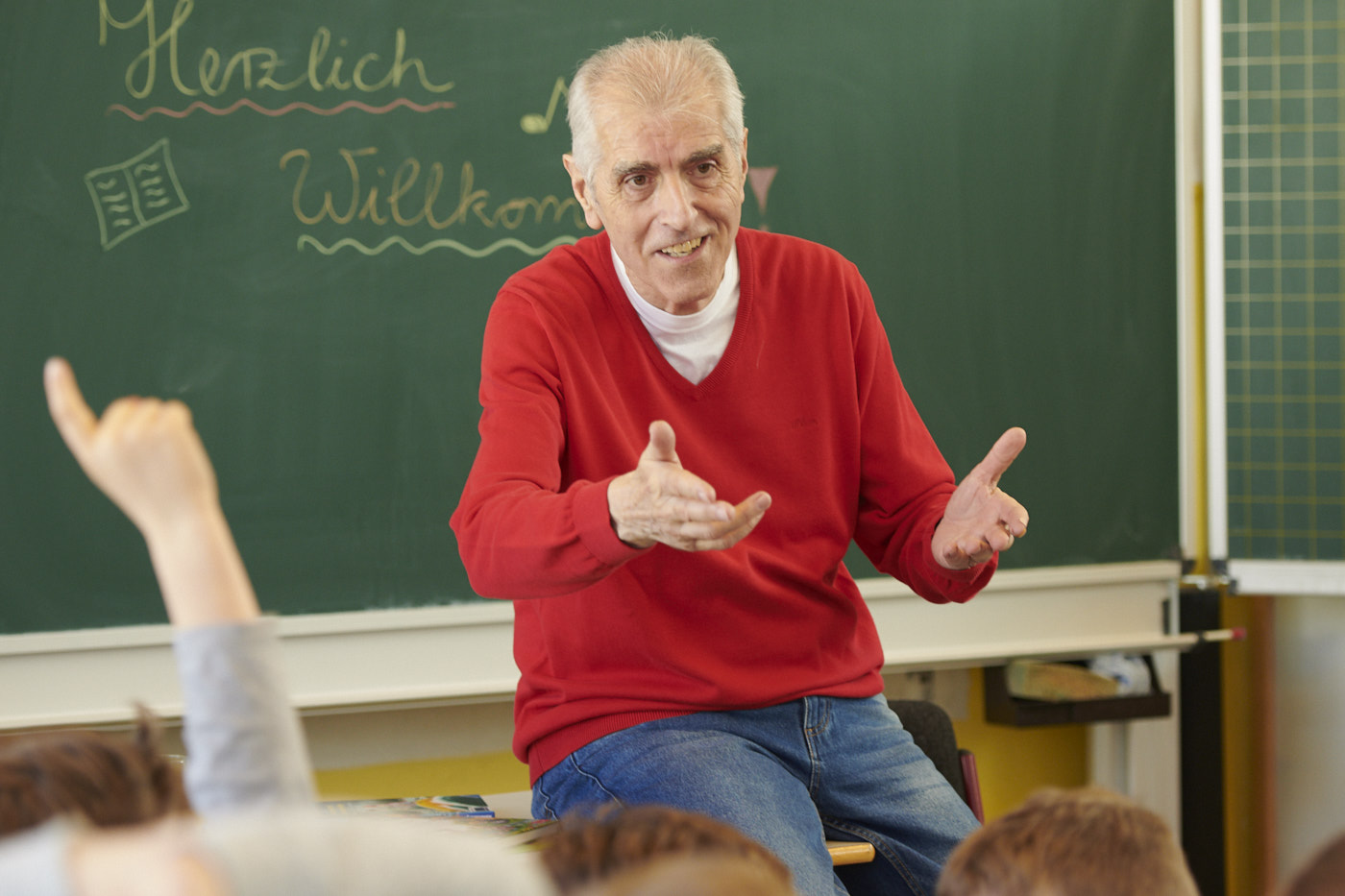
Manfred Mai beim Lesen in einer Schule (2018)

Manfred Mai wurde 1949 in Winterlingen auf der Schwäbischen Alb geboren. Er wuchs auf einem Bauernhof auf, machte nach der Schule eine Malerlehre und arbeitete anschließend in einer Werkzeugfabrik. Mit 19 Jahren wurde er als Wehrpflichtiger zur Bundeswehr einberufen. Durch einen neuen Freund entdeckte er in dieser Zeit die Welt der Bücher – und begann sich fortan besonders für Geschichte, Psychologie, Theater und Literatur zu interessieren.
Über den zweiten Bildungsweg holte er sein Abitur nach, studierte und wurde schließlich Lehrer an einer Realschule. Sein Hauptanliegen als Lehrer war, seine Schüler zum eigenständigen Lesen zu animieren. Denn, so Mai, „die größte Leistung der Literatur ist es, den Menschen dazu zu bringen, sich selbst und seine Umwelt immer wieder neu zu sehen“.
1978 veröffentlichte er seine ersten Texte. Seither sind rund 150 Bücher – größtenteils für Kinder – erschienen, von denen viele in mehr als 25 Sprachen übersetzt wurden. Mit Deutsche Geschichte, Geschichte der deutschen Literatur, Europäische Geschichte und Weltgeschichte ist Mai außerdem Autor von hochgelobten Geschichtsbüchern für Jugendliche und Erwachsene.
Im Jahr 1984 beschloss Mai, sich dem Schreiben hauptberuflich zu widmen.
Im Herbst 2007 hat er mit Winterjahre seinen ersten Roman für Erwachsene vorgelegt, dem 2011 die Fortsetzung Frühlingsboten folgte.
Im Jahr 2007 begann auch die Zusammenarbeit mit dem Sänger und Musiker Martin Lenz, für den Manfred Mai deutsche Liedtexte schreibt. Im Frühjahr 2009 legten sie ihre erste CD vor: Das große Vielleicht. Es folgten Musikalische Lesungen für Erwachsene, später auch für Kinder.
Im Frühjahr 2014 präsentierten sie ihr erstes gemeinsames Kinderbuch mit einer Lieder-CD: Das große Buch der Geschichten und Lieder.
Manfred Mai hat zwei erwachsene Töchter und lebt mit seiner Frau in seinem Geburtsort Winterlingen.

## Manfred-Mai-Preis für Kinderliteratur
Anlässlich seines 70. Geburtstags hat Mai 2019 den „Manfred-Mai-Preis für Kinderliteratur“ gestiftet, der erstmals 2022 vergeben wurde, mit 2500 Euro sowie einer Lesung in einer Schule seiner Heimatgemeinde Winterlingen dotiert ist und alle zwei Jahre vergeben werden soll. Die Jury besteht aus vier Kindern, zwei Deutschlehrerinnen und ihm selbst.
Preisträger
- 2022: Katja Reider für Cool in 10 Tagen
- 2024: Silke Schellhammer für School of Talents – Fünfte Stunde: Klassen Treffen!

## Auszeichnungen
- 1981 Mundart-Lyrikpreis des Landes Baden-Württemberg
- 1983 und 1985 Förderpreis des Landes Baden-Württemberg
- Kinderbuch des Monats der Deutschen Akademie für Kinder- und Jugendliteratur
  - Oktober 1986 für 1000 Wünsche – Gedichte für kleine und große Kinder
  - November 2004 für Mein Geschichtenbuch für das 1. Schuljahr
- Oktober 1987 Eule des Monats für Nur für einen Tag
- 1998 Bad Wildbader Kinder- und Jugendliteraturpreis
- 2000 Bologna Raggazzi Award Non Fiction für Deutsche Geschichte
- 2003 Deutscher Jugendliteraturpreis (Nominierung) für Weltgeschichte
- Die besten 7 Bücher für junge Leser
  - September 2004 für Mein Geschichtenbuch für das 1. Schuljahr
  - Februar 2004 und
  - März 2004 für Das Literatur-Lesebuch. Deutsche Literatur aus 10 Jahrhunderten
- Kröte des Monats
  - Februar 2005 für: Das Literatur-Lesebuch. Deutsche Literatur aus 10 Jahrhunderten
  - Juli und August 2007 für: Es hüpft in meinem Kopf herum. Gesammelte Gedichte für Kinder
- 2009 Platz 1 der Bestenliste „Die wichtigsten Bücher zum Thema Ländlicher Raum“ von Pro-Regio-Online für Winterjahre
- 2009 Staufermedaille des Landes Baden-Württemberg[4][5]
- 2012 Albschreiber der 18. Baden-Württembergischen Kinder- und Jugendliteraturtage 2012.
- 2013 Die besten 7 Bücher für junge Leser
  - August 2013 für Das verkaufte Glück. Der lange Weg der Schwabenkinder.
- 2013 LesePeter (November) für Die Geschichte Deutschlands
- 2014 Emys Sachbuchpreis (Dezember) für Kennst du die?
- 2020 Preis des Fördervereins Schwäbischer Dialekt  für  Om oin rom
- 2021 Leseknirps (März) für Das Geheimnis im Schuppen

## Bibliographie (Auswahl)

### Prosa
- Winterjahre. Roman von der Schwäbischen Alb. 2007, ISBN 978-3-87407-761-3.
- Frühlingsboten. Roman von der Schwäbischen Alb. 2011, ISBN 978-3-8425-1146-0.
- Hälfte des Lebens. Ein Baden-Württemberg-Krimi. 2013, ISBN 978-3-8425-1246-7.
- Was für ein Glück – mir send Schwoba. Mit Lieder-CD, 2019, ISBN 978-3-8392-2503-5.

### Kinder- und Jugendbücher

#### Bilderbücher
- Linda und Hops. Bilder von Ursula Kirchberg. 1987, ISBN 3-7707-6274-6.
- Nikodemus und das Mäusewunder. 2010, ISBN 978-3-939944-44-7.
- Ringo Rabe traut sich was. 2012, ISBN 978-3-473-44571-4.
- Meine schönsten Tiergeschichten. 2018, ISBN 978-3-473-43793-1.

#### Erzählungen
- Nur für einen Tag. 1987, überarbeitete Neuausgabe 2009, ISBN 978-3-473-38052-7.
- Mama hat heut frei. 1988, überarbeitete Neuausgabe 2009, ISBN 978-3-619-14458-7.
- Anna und das Baby. 1991, überarbeitete Neuausgabe unter dem Titel: Ein Bruder für Anna, 2011, ISBN 978-3-619-14457-0.
- Leonie ist verknallt. 1997, überarbeitete Neuausgabe 2009, ISBN 978-3-473-38072-5.
- Das unheimliche U. Anrich Verlag, 2000, ISBN 3-89106-399-7. Neuausgabe unter dem Titel: Die geheimnisvolle Tür. 2012, ISBN 978-3-423-62509-8.
- Jonas, der starke Ritter. 2008, ISBN 978-3-401-09332-1.
- Amelie lernt hexen. Erstausgabe 2008, ISBN 978-3-411-70804-8. Neuausgabe unter dem Titel: Hexen will gelernt sein. 2019, ISBN 978-3-7373-3421-1.
- Ein magischer Schultag. 2010, ISBN 978-3-570-13948-6.
- Geschichten vom Liebhaben, Streiten und Vertragen. 2011, ISBN 978-3-7941-7314-3.
- Kleiner Fuchs auf großer Jagd. 2011, ISBN 978-3-473-36257-8.
- Krimigeschichten. 2012, ISBN 978-3-7855-7035-7.
- Das verkaufte Glück. Der lange Weg der Schwabenkinder. 2013, ISBN 978-3-473-52551-5.
- Das große Buch der Geschichten und Lieder. Mit Lieder-CD. 2014, ISBN 978-3-570-15476-2.
- Ein tierischer Schultag. 2014, ISBN 978-3-473-36423-7.
- Ein schönes Geheimnis. 2014, ISBN 978-3-473-36438-1.
- Die geheimnisvolle Schatzkarte. 2015, ISBN 978-3-7373-3218-7.
- Leute, ich werd' Superstar! 2015, ISBN 978-3-473-36467-1.
- Eine magische Weihnachtsreise. 2015, ISBN 978-3-473-36923-2.
- Abenteuer am stürmischen See. 2016, ISBN 978-3-473-36492-3.
- Wunderbare Möglichkeiten. 2016, ISBN 978-3-944788-40-1.
- Lena liest ums Leben. 2017, ISBN 978-3-944788-42-5.
- Verknallt in Max. 2017, ISBN 978-3-473-36507-4.
- In unserer Straße ist immer was los. Mit Lieder-CD. 2017, ISBN 978-3-407-74790-7.
- Alle unter einem Dach. 2017, ISBN 978-3-7373-3324-5.
- Pokki – Pokkis Traum. 2017, ISBN 978-3-944788-55-5.
- Pokki – Abenteuer in Afrika. 2018, ISBN 978-3-944788-58-6.
- Der erste Schultag – Mit Bildern lesen lernen. 2018, ISBN 978-3-7373-3314-6.
- Maus-Alarm in der Schule. 2018, ISBN 978-3-473-36537-1.
- Zwei Detektive und ein Hund. 2019, ISBN 978-3-473-36566-1.
- Die schönsten Geschichten für Erstleser. 2019, ISBN 978-3-473-36124-3.
- Eine Gruselnacht im Zelt. 2020, ISBN 978-3-7373-3442-6.
- Leons erster Schultag. 2021, ISBN 978-3-473-46021-2.
- Das Geheimnis im Schuppen. 2021, ISBN 978-3-7373-3468-6.
- Lotti muss bleiben! 2021, ISBN 978-3-86316-043-2.
- Linus, der Pechvogel. 2022,  ISBN 978-3-86316-183-5.
- Leselauscher Geschichten: Verrat auf Burg Hohenstein. 2022, ISBN 978-3-96520-027-2.
- Leselauscher Geschichten: Überraschung beim Ritterfest. 2022, ISBN 978-3-96520-028-9.
- Koala Crew – Geheimnisvolle Spuren. 2024, ISBN 978-3-96520-335-8.
- Rettung für den Klassen-Wald. 2024, ISBN 978-3-473-46353-4.

#### Erzählreihen
Minutengeschichten
- Meine allerersten Minutengeschichten – Spielen, lachen, Freunde sein. 2015, ISBN 978-3-473-43537-1.
- Meine allerersten Minutengeschichten – Lachen, weinen, mutig sein. 2014, ISBN 978-3-473-43480-0.
- Meine allerersten Minutengeschichten – Kuschelbär und Schmusemaus. 2012, ISBN 978-3-473-43363-6.
- Meine allerersten Minutengeschichten – Große und kleine Fahrzeuge. 2012, ISBN 978-3-473-43364-3.
- Meine allerersten Minutengeschichten – Baden, kämmen, Pippi machen. 2017, ISBN 978-3-473-43631-6.
- Meine allerersten Minutengeschichten – Auf dem Bauernhof, 2018, ISBN 978-3-473-43804-4.
- Meine ersten Minutengeschichten zur Weihnachtszeit. 2007, ISBN 978-3-473-31403-4.
- Meine ersten Minutengeschichten zur guten Nacht. 2010, ISBN 978-3-473-32489-7.
- Meine liebsten 1,2,3 Minutengeschichten von wilden Drachen, Meckerziegen und richtigen Freunden. 2008, ISBN 978-3-473-34727-8.
- Die schönsten 1,2,3 Minutengeschichten von starken Löwen, wilden Piraten und mutigen Kindern. 2010, ISBN 978-3-473-34779-7.
- 100 neue 1,2,3 Minutengeschichten von Wolkenschafen, Zauberern und schlauen Kindern. 2011, ISBN 978-3-473-36814-3.
- Die 100 besten Minutengeschichten von klugen Eulen, Schlossgespenstern und müden Zwergen. 2012, ISBN 978-3-473-36841-9.
- 1,2,3 Minutengeschichten zur Frühlingszeit. 2013, ISBN 978-3-473-36860-0.
- 1,2,3 Minutengeschichten zur Winterszeit. 2014, ISBN 978-3-473-36881-5.
- 1,2,3 Minutengeschichten – Mein großer Vorleseschatz. 2017. ISBN 978-3-473-36598-2.

Fußballgeschichten
- Eine Mannschaft für Paul. 2013, ISBN 978-3-401-70482-1.
- Eine Klasse im Fußballfieber. 2004, ISBN 978-3-473-38061-9.
- Eine Klasse im Pokalfieber.2006, ISBN 978-3-473-36175-5.
- Eine Klasse im Fußballcamp.2007, ISBN 978-3-473-36210-3.
- Wir werden Meister. 1994, ISBN 3-7855-2636-9. Überarbeitete Neuausgabe in einem Doppelband
- Wir holen den Pokal. 1998, ISBN 3-7855-3165-6. unter dem Titel: Wir sind die Champions, 2016, ISBN 978-3-8415-0415-9.
- Nur Fußball im Kopf? Neuausgabe 2018, ISBN 978-3-401-60278-3.
- Ecke! Elfer! Tor! 2012, ISBN 978-3-473-36269-1.
- Blitz, der Fußballhund. 2012, ISBN 978-3-7891-1248-5.
- Blitz, der Fußballhund – Torjäger gesucht. 2014, ISBN 978-3-7891-2353-5.
- Fußballgeschichten. 2018, ISBN 978-3-473-36530-2
- 1:0 für Paul – Eine Fußballgeschichte.2022, ISBN 978-3-473-46214-8.

Manfred Mai erzählt …
- Manfred Mai erzählt Till Eulenspiegel. 2007, ISBN 978-3-86760-067-5.
- Manfred Mai erzählt Münchhausen. 2009, ISBN 978-3-86760-075-0.
- Manfred Mai erzählt Die Schildbürger. 2010, ISBN 978-3-86760-121-4.
- Manfred Mai erzählt Nils Holgersson. 2012, ISBN 978-3-86760-159-7.
- Manfred Mai erzählt Gullivers Reisen. 2013, ISBN 978-3-86760-168-9.
- Manfred Mai erzählt Robinson Crusoe. 2018, ISBN 978-3-86760-192-4.
- Manfred Mai erzählt Das Dschungelbuch. 2018, ISBN 978-3-86760-241-9.
- Manfred Mai erzählt Ali Baba und die vierzig Räuber. 2019, ISBN 978-3-86760-233-4.
- Manfred Mai erzählt Die Abenteuer des Odysseus. 2019, ISBN 978-3-86760-278-5.
- Manfred Mai erzählt Peter Pan. 2020, ISBN 978-3-86760-275-4.
- Manfred Mai erzählt Eine Weihnachtsgeschichte. 2021, ISBN 978-3-86316-177-4.
- Manfred Mai erzählt Farm der Tiere. 2023, ISBN 978-3-86316-245-0.

Tobi-Geschichten
- Tobi sagt, was Sache ist. 2000, ISBN 978-3-86760-002-6. Neuausgabe 2019, ISBN 978-3-86316-031-9.
- Tobi weiß, was sich gehört. 2008, ISBN 978-3-86760-096-5. Neuausgabe 2021, ISBN 978-3-86316-128-6.
- Tobi will's genauer wissen. 2009, ISBN 978-3-86760-101-6.

Klassische Sagen
- Die Abenteuer des Herakles.
- Das trojanische Pferd.
- Die Irrfahrten des Odysseus.
- Das Labyrinth des Minotaurus.
- Robin Hood, König der Wälder. 2011, ISBN 978-3-473-36242-4.
- Artus und das Schwert im Stein. 2011, ISBN 978-3-473-36241-7.
- Siegfried und der Drache. 2012, ISBN 978-3-473-36271-4.
- Wilhelm Tell. 2012, ISBN 978-3-473-36272-1.
- Die sieben Schwaben. 2012, ISBN 978-3-473-36289-9.
- Die schönsten Sagen für Erstleser. 2013, ISBN 978-3-473-36303-2.

#### Sachbücher
für Kinder
- Ritter und Burgen. 2006, ISBN 3-570-13145-9. Neuausgabe in der Reihe „Frag doch mal ... die Maus!“. 2021,  ISBN 978-3-551-25353-8
- Kennst du die? Entdecker, Erfinder, Herrscher und Künstler und wer noch die Welt verändert hat. Band 1, 2014, ISBN 978-3-86429-200-2.
- Kennst du die? Wissenschaftler, Künstler, Politiker und Visionäre und wer noch die Welt verändert hat. Band 2, 2015, ISBN 978-3-86429-224-8.
- Wir leben alle unter demselben Himmel – Die 5 Weltreligionen für Kinder. 2016, ISBN 978-3-446-25300-1.
- Warum-Geschichten zu beliebten Kinderfragen. 2018, ISBN 978-3-86760-298-3.
- Leselauscher Wissen: Unsere Erde, 2021, ISBN 978-3-86740-983-4.
- Leselauscher Wissen: Deutschlands Geschichte, 2022, ISBN 978-3-86740-982-7.
- Muhammad Ali – Das Leben eines Kämpfers. 2022, ISBN 978-3-86316-116-3.
- Jane Goodall – Ein Leben für die Schimpansen. 2023, ISBN 978-3-86316-298-6.

für Jugendliche
- Deutsche Geschichte. 1999, ISBN 3-407-75302-0. Aktualisierte und erweiterte Neuausgabe 2019, ISBN 978-3-407-75782-1. Neuausgabe. 2024, ISBN 978-3-407-75913-9.
- Weltgeschichte. 2001, Aktualisierte und erweiterte Ausgabe. 2014, ISBN 978-3-446-24652-2.
- Nichts als die Freiheit! Der deutsche Bauernkrieg. 2004, ISBN 3-423-62185-0.
- Geschichte der deutschen Literatur. 2001. Aktualisierte Neuausgabe 2006, ISBN 978-3-407-75525-4.
- Was macht den Mensch zum Menschen. Die Lebensgeschichte Friedrich Schillers. 2004, ISBN 3-446-20520-9.
- Der Traum von einer besseren Welt – Die großen Menschheitsutopien. 2010, ISBN 978-3-446-23320-1.

## Diskografie
- Das große Buch der Geschichten und Lieder. CD. 2014, ISBN 978-3-570-15476-2.
- In unserer Straße ist immer was los – Kindergeschichten und Kinderlieder aus der Sonnenbachstraße. CD. 2017, ISBN 978-3-407-74790-7.
- Was für ein Glück – mir send Schwoba. CD mit schwäbischen Liedern, 2019, ISBN 978-3-8392-2503-5.